# Équipe de Slovénie de football
Cet article traite de l'équipe masculine. Pour l'équipe féminine, voir Équipe de Slovénie féminine de football.
Maillots
L'équipe de Slovénie de football est constituée par une sélection des meilleurs joueurs slovènes sous l'égide de la Fédération de Slovénie de football.

## Histoire

### La Slovénie après l’indépendance
Avant 1991 les meilleurs joueurs slovènes étaient sélectionnés avec la Yougoslavie. À la suite de l'indépendance de la Slovénie, une équipe de football nationale est constituée. Le premier match officiel de l’équipe de Slovénie de football (Slovenska nogometna reprezentanca) fut joué le 19 juin 1991 contre la Croatie, et le match se solda par une défaite 1-0 des Slovènes. La Fédération de Slovénie de football (Nogometna Zveza Slovenije) est fondée en 1920 en tant qu'institution régionale. Elle est affiliée à la FIFA depuis 1992 et est membre de l'UEFA depuis 1993. Pour les éliminatoires de l’Euro 1996, la Slovénie termina avant-dernière avec trois victoires, deux matchs nuls et cinq défaites. Pour la Coupe du monde 1998, la Slovénie est dernière du groupe de qualification avec un point récolté grâce au match nul contre la Croatie.

### La surprise slovène
Depuis 1999, la Slovénie entra dans une période d’apogée, en matière de football. Le 8 février 1999, l’équipe de Slovénie enregistra sa plus large victoire de son histoire contre l’Oman, sur le score de 7 buts à 0. La Slovénie a réalisé un exploit en se qualifiant pour son premier Euro en 2000 après avoir éliminé l'Ukraine en barrages (2-1; 1-1). Avec Srecko Katanec comme entraîneur et Zlatko Zahovič comme meneur de jeu, les Slovènes n'ont pas franchi le premier tour mais ont fait plutôt bonne figure en réalisant deux nuls face à la Yougoslavie (3-3) et la Norvège (0-0) et en s'inclinant d'un but face à l'Espagne (1-2). Le meilleur buteur slovène de la compétition fut Zlatko Zahovič, avec trois buts, et l’autre buteur est Miran Pavlin, avec un but contre la Yougoslavie. La Slovénie rééditait cet exploit en se qualifiant également pour sa première Coupe du monde de football en 2002 mais échoua également au premier tour de la compétition, après trois défaites face à l'Espagne (1-3), l'Afrique du Sud (0-1) et le Paraguay (1-3). Les deux buts slovènes ont été marqués par Sebastjan Cimirotič et Milenko Ačimovič.Zahovic seras exclu de l equipe dès  le premier match après une altercation avec le sélectionneur.

### La Slovénie après 2002
Après 2002, la Slovénie retomba dans ses travers. Pour les éliminatoires de l’Euro 2004, la Slovénie enregistra sa plus large défaite, au Stade de France, le 12 octobre 2002, contre la France, sur le score de 5-0. De plus, elle ne se qualifia pas pour cet Euro 2004 (élimination en barrages contre la Croatie 1-1, 0-1), ni même pour la Coupe du monde 2006, où elle termina quatrième de son groupe derrière l’Italie, la Norvège et l’Écosse. Pour la Coupe du monde en Afrique du Sud, la Slovénie devra se défaire de la Slovaquie, la République tchèque, Saint-Marin, l’Irlande du Nord et de la Pologne.
Le 18 novembre 2009, l'équipe slovène crée l'exploit de se qualifier pour la phase finale de la Coupe du monde 2010 en éliminant l'équipe de Russie, demi-finaliste de l'Euro 2008, à l'issue d'un match de barrage. Au match aller de ces barrages, alors que la Russie mène 2-0, les Slovènes marquent un but capital en toute fin de match réduisant l'écart (1-2). Au match retour, les Slovènes gagnent le match sur un but généreux au cours d'un match marqué par plusieurs décisions arbitrales litigieuses (1-0). La Slovénie se qualifie alors grâce à son but marqué en Russie.
Le 13 juin 2010, lors de son premier match de la Coupe du monde 2010, la Slovénie bat l'Algérie (1-0), grâce à une frappe du capitaine Robert Koren, et gagne ainsi pour la première fois un match de Coupe du monde.
Cinq jours après sa première victoire en Coupe du monde, les Slovènes mènent 2 à 0 à la pause face aux États-Unis. Seulement en deuxième période elle est rattrapée par les Américains, qui égalisent le score à 2 partout. Ce match aurait dû se finir sur une défaite pour les Slovènes, un but ayant été injustement refusé aux Américains. Lors de son dernier match, elle perd 1-0 face à l'Angleterre. Mais, dans les dernières secondes, elle croit toujours au match nul entre l'Algérie et les États-Unis, match nul qui qualifie les Slovènes. Lors du temps additionnel, l'Américain Landon Donovan marque, qualifie les États-Unis et élimine la Slovénie.
La Slovénie ne se qualifie par la suite pour aucune autre compétition footballistique majeure de 2010 à 2024 malgré la présence dans ses rangs de joueurs évoluant dans les plus grands clubs européens (Jan Oblak, Samir Handanovič, Josip Iličić). Néanmoins elle passe tout proche de se qualifier pour l'Euro 2016, où elle est éliminée en barrages par l'Ukraine. En effet, la formation balkanique perd le match aller à l'extérieur (0-2) mais mène 1-0 au retour à domicile durant la majeure partie de la rencontre et doit marquer un but supplémentaire pour arracher au moins les prolongations, toutefois elle ne parvient pas à inscrire un deuxième but et concède l'égalisation ukrainienne au bout du temps additionnel.
Lors de la première édition de Ligue des nations, la Slovénie figure dans le groupe 3 de la Ligue C en compagnie de la Norvège, la Bulgarie et Chypre et finit dernière avec 3 matchs nuls et 3 revers, mais voit sa relégation en Ligue D (la plus basse des 4 ligues) annulée du fait du changement de format décidé ultérieurement par l'UEFA. Cette réforme lui est profitable puisque lors de l'édition 2020-2021, la Slovénie terminera en tête de sa poule avec 14 points grâce à un bilan de 4 victoires et 2 nuls, devançant de deux unités la Grèce contre laquelle elle a concédé ses partages de points. Ce bilan comptable lui permet d'être promue en Ligue B pour l'édition suivante alors qu'elle aurait dû se trouver en Ligue D sans cette réforme. Elle réussit ensuite à se maintenir en Ligue B lors de l'édition 2022-2023 de Ligue des nations, en terminant troisième de son groupe avec 6 points, grâce à un bilan d'une victoire, 3 nuls et 2 défaites.
La Slovénie effectue son retour dans une grande compétition internationale en se qualifiant pour l'Euro 2024 en Allemagne, 14 ans après sa participation au Mondial sud-africain et 24 ans après son unique participation au Championnat d'Europe. Elle termine en effet deuxième de son groupe de qualifications avec 7 victoires, un nul et 2 défaites, devancée seulement par le Danemark à la différence de buts particulière.
Lors de la phase finale de l'Euro en Allemagne, la Slovénie s'est qualifiée pour la première fois pour la phase à élimination directe dans un tournoi majeur après avoir fait match nul dans les trois matches de son groupe contre le Danemark, la Serbie et l'Angleterre, avant d'être éliminée en huitième de finale aux tirs au but par le Portugal, terminant le tournoi invaincu à l'issue du temps réglementaire.

## Composition

### Joueurs

#### Joueurs importants
| - Milenko Ačimovič (m) - Valter Birsa (a) - Ales Ceh (m) - Bostjan Cesar (d) - Marinko Galič (d) | - Samir Handanovič (g) - Branko Ilič (d) - Amir Karić (m) - Srecko Katanec (m) ¹ - Aleksander Knavs (m) | - Džoni Novak (d) - Branko Oblak (m) ¹ - Jan Oblak (g) - Milan Osterc (a) - Miran Pavlin (m) | - Danilo Popivoda (m) ¹ - Aleksander Rodić (a) - Mladen Rudonja (a) - Ermin Siljak (a) - Marko Simeunovič (g) | - Sašo Udovič (a) - Zlatko Zahovič (m) |

¹ joueurs ayant porté les couleurs de l'équipe de Yougoslavie.

### Sélectionneurs
Mise à jour le 17 juin 2025.
| Sélectionneur      | Période             | Matchs | Gagnés | Nuls | Perdus | Gagnés % |
| ------------------ | ------------------- | ------ | ------ | ---- | ------ | -------- |
| Bojan Prašnikar    | 1992-1993           | 4      | 1      | 2    | 1      | 25       |
| Zdenko Verdenik    | 1994-1997           | 32     | 10     | 8    | 14     | 31,25    |
| Bojan Prašnikar    | 1998                | 5      | 1      | 1    | 3      | 20       |
| Srečko Katanec     | 1998-2002           | 47     | 18     | 16   | 13     | 38,29    |
| Bojan Prašnikar    | 2002-2004           | 16     | 6      | 3    | 7      | 37,5     |
| Branko Oblak       | 2004-2006           | 23     | 6      | 7    | 10     | 26,08    |
| Matjaž Kek         | 2007-2011           | 49     | 20     | 9    | 20     | 40,81    |
| Slaviša Stojanovič | 2011-déc. 2012      | 9      | 2      | 2    | 5      | 22,22    |
| Srečko Katanec     | jan. 2013-nov. 2017 | 42     | 16     | 7    | 19     | 38,09    |
| Tomaz Kavcic       | déc. 2017-oct. 2018 | 7      | 1      | 1    | 5      | 14,28    |
| Igor Benedejčič    | 2018                | 2      | 0      | 2    | 0      | 0        |
| Matjaž Kek         | depuis 2018         | 69     | 32     | 23   | 14     | 46,37    |

## Records
| Rang | Sélections | Joueur             | Carrière  | Buts |
| ---- | ---------- | ------------------ | --------- | ---- |
| 1    | 101        | Boštjan Cesar      | 2003-2018 | 10   |
| 2    | 100        | Bojan Jokić        | 2006-2019 | 1    |
| 3    | 92         | Jasmin Kurtić      | 2012-     | 2    |
| 4    | 90         | Valter Birsa       | 2006-2018 | 7    |
| 5    | 82         | Josip Iličić       | 2010-     | 17   |
| 6    | 81         | Samir Handanović   | 2004-2015 | 0    |
| 7    | 80         | Zlatko Zahovič     | 1992-2004 | 35   |
| 7    | 80         | Milivoje Novaković | 2006-2017 | 32   |
| 9    | 77         | Mišo Brečko        | 2004-2015 | 0    |
| 10   | 74         | Milenko Ačimovič   | 1998-2007 | 13   |

| Rang | Buts | Joueur             | Carrière  | Sélections | Ratio |
| ---- | ---- | ------------------ | --------- | ---------- | ----- |
| 1    | 35   | Zlatko Zahovič     | 1992-2004 | 80         | 0,44  |
| 2    | 32   | Milivoje Novaković | 2006-2017 | 80         | 0,4   |
| 3    | 17   | Josip Iličić       | 2010-     | 82         | 0,21  |
| 4    | 16   | Sašo Udovič        | 1993-2000 | 42         | 0,38  |
| 5    | 14   | Ermin Šiljak       | 1994-2005 | 48         | 0,29  |
| 6    | 13   | Milenko Ačimovič   | 1998-2007 | 74         | 0,18  |
| 7    | 12   | Andraž Šporar      | 2016-     | 56         | 0,21  |
| 8    | 11   | Benjamin Šeško     | 2021-     | 32         | 0,34  |
| 8    | 11   | Tim Matavž         | 2010-2020 | 39         | 0,28  |
| 10   | 10   | Primož Gliha       | 1992-1998 | 28         | 0,36  |

Les joueurs en gras sont encore en activité.

## Infrastructures
| \| Ljubljana Maribor Celje Koper/Capodistria Murska Sobota Nova Gorica Domžale Kranj \| Les villes d'accueil de la sélection slovène. |
| Ljubljana Maribor Celje Koper/Capodistria Murska Sobota Nova Gorica Domžale Kranj                                                     |

Le Stadion Stožice, situé à Ljubljana, est le stade le plus utilisé par la sélection slovène, il a actuellement une capacité de 16 038 places. Le Stadion Stožice est récent, sa construction est achevée en 2010, son ouverture officielle a lieu le 11 août 2010 avec une rencontre amicale entre la Slovénie et l'Australie,. Le Stadion Stožice est depuis son inauguration le stade principal de la sélection slovène, il a déjà accueilli 35 rencontres internationales.
La capitale Ljubljana est la principale ville d’accueil de la sélection slovène, en effet c'est dans cette ville que la Slovénie a disputé sa première rencontre internationale officielle. Le 7 avril 1993 la Slovénie s'impose face à l'Estonie (2-0) au ŽŠD Stadion. Ce stade n'a néanmoins connu que peu de rencontres internationales puisque la sélection slovène n'y est revenue qu'une seule fois, en 1999 pour un match amical contre la Finlande.
C'est un autre stade de la ville, le stade de Bežigrad, qui fait office de stade principal de 1993 à 2004. Le stade qui était également celui du NK Olimpija Ljubljana avait une capacité de 8 211 places avant sa fermeture en 2008. Un total de vingt-sept rencontres internationales ont été disputées par la Slovénie dans ce stade,.
Depuis 1993, la Slovénie a disputé ses rencontres à domicile dans dix stades différents répartis dans huit villes du pays. Seul Ljubljana a accueilli la sélection nationale sur plusieurs pelouses.
En dehors de la capitale, le Stadion Ljudski vrt de Maribor est le stade le plus utilisé avec vingt-trois rencontres internationales disputées entre 1994 et 2015. Le stade a fait office de stade principal de la sélection slovène entre 2008 et 2010, avec onze rencontres accueilli. L'Arena Petrol de Celje est le second stade le plus utilisé en dehors de la capitale avec dix-sept rencontres disputées entre 2004 et 2013. Le récent Arena Petrol de Celje, a fait office de stade principal de la sélection slovène entre 2004 et 2017, avec seize rencontres accueilli, depuis lors la sélection slovène n'est revenue qu'une seule fois à Celje, pour un match amical en 2013 contre le Canada. Ainsi, l'Arena Petrol de Celje puis le Stadion Ljudski vrt de Maribor ont fait office de stade principal entre le départ du Stade de Bežigrad en 2004 et l'inauguration du Stadion Stožice en 2010.
D'autres stades ont accueilli l'équipe nationale à de moins nombreuses reprises, c'est le cas du Stadion Bonifika de Koper/Capodistria dans lequel l'équipe slovène a disputé quatre rencontres entre 2001 et 2016,, du Fazanerija de Murska Sobota qui a accueilli deux rencontres officielles en 1998 et 2003,, le Športni park de Nova Gorica a également accueilli deux rencontres officielles de la sélection nationale en 2003 et 2008. Les villes de Kranj au Stanko Mlakar et de Domžale au Stadion Domžale ont quant à elles accueilli l'équipe de Slovénie une seule fois, respectivement en 1993 et en 2007.

Les principaux stades utilisés par la sélection slovène
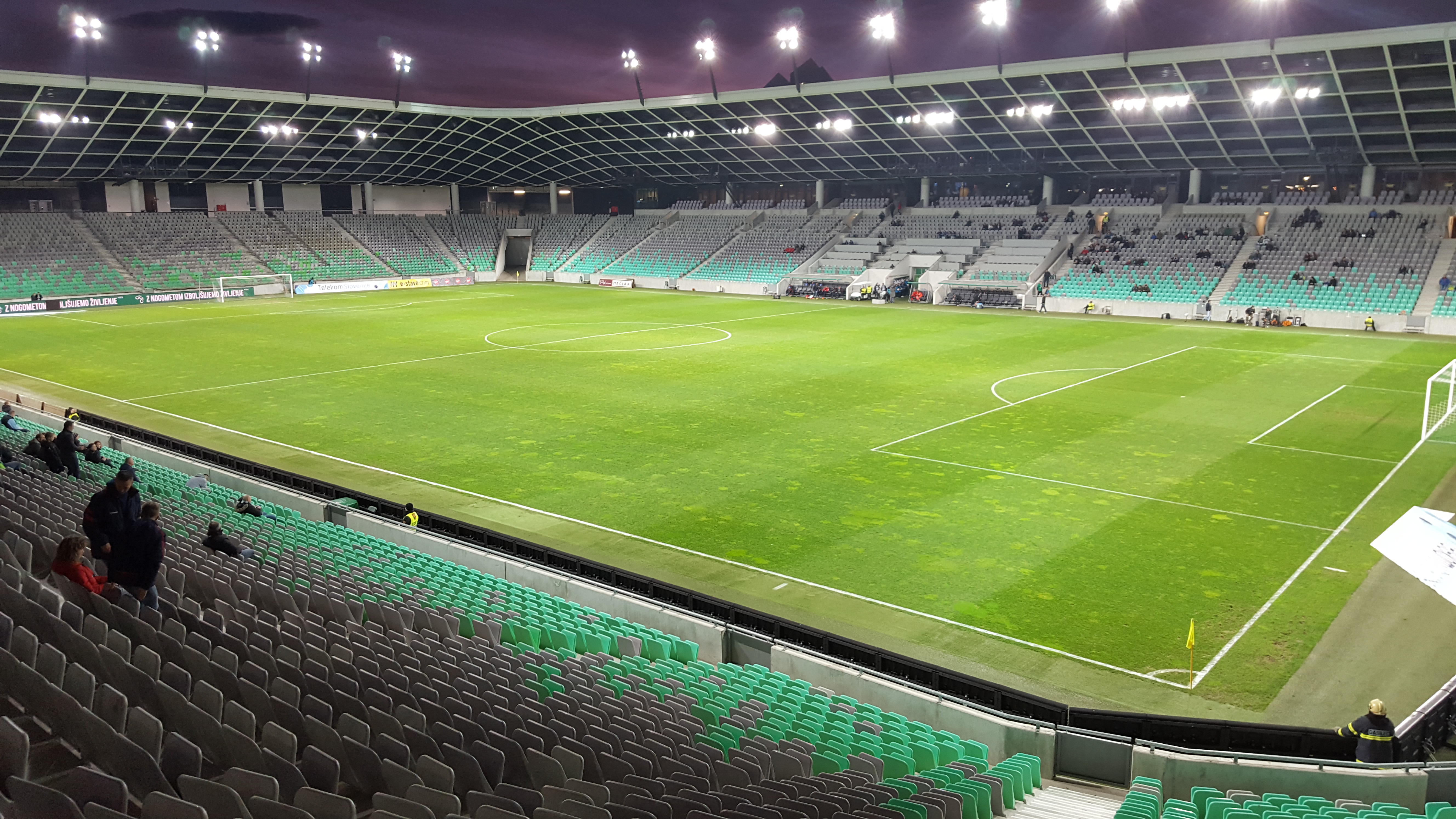
Le Stadion Stožice
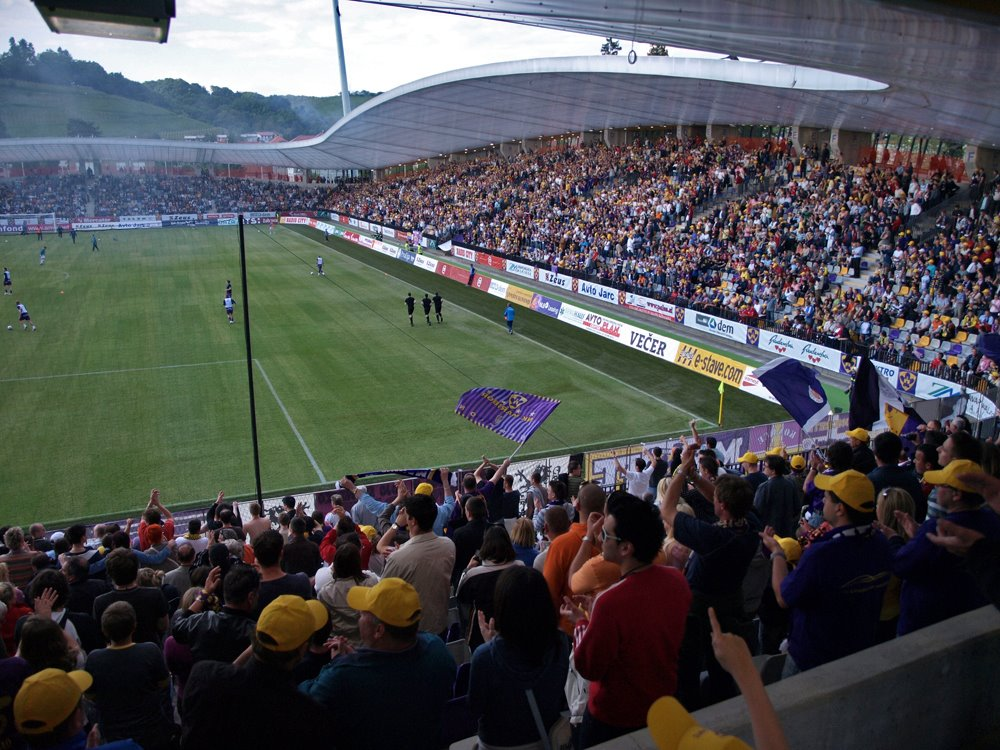
Le Stadion Ljudski vrt
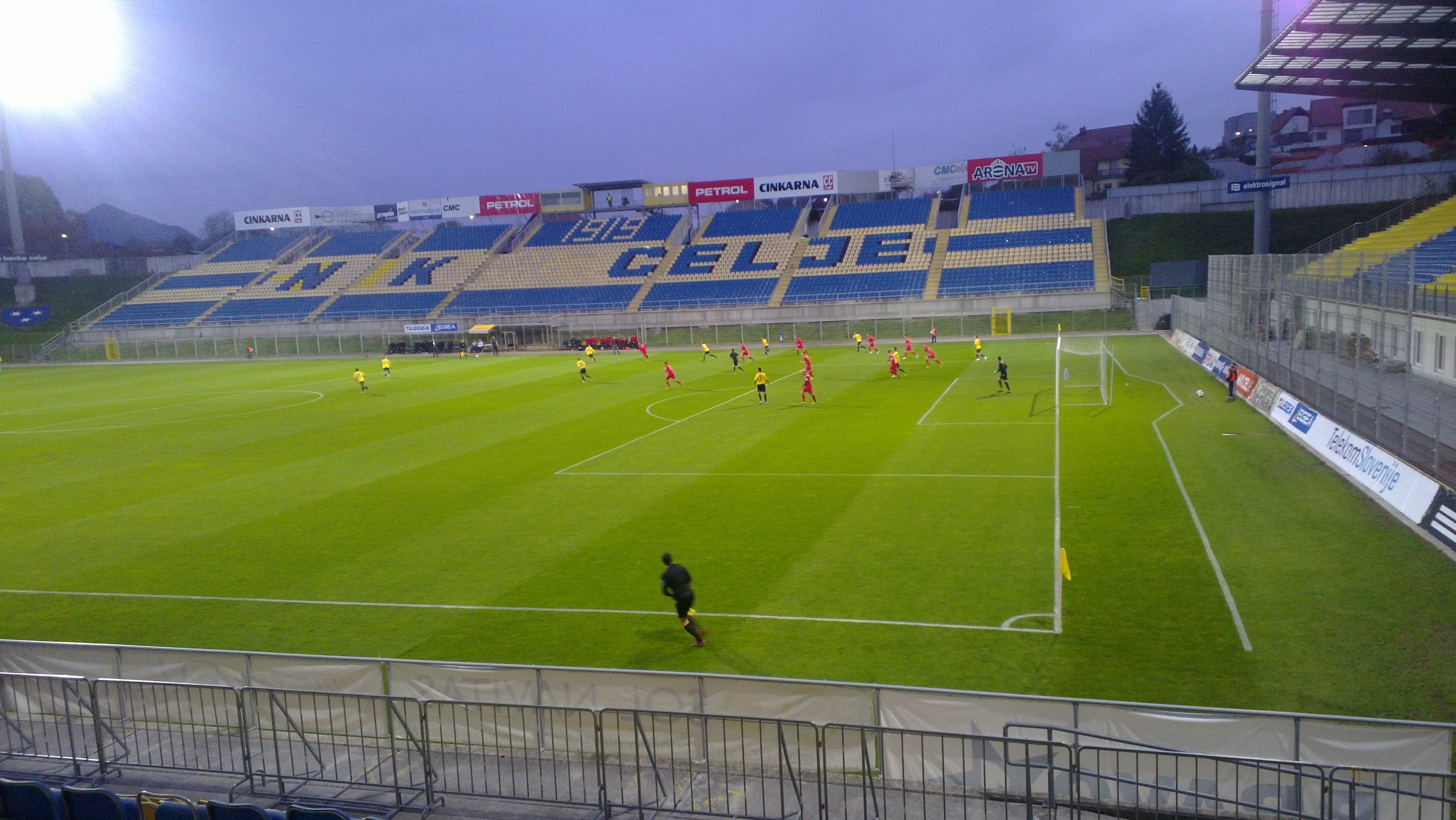
L'Arena Petrol

| Ville             | Stade                    | Nombre de matchs | Premier match | Dernier match |
| ----------------- | ------------------------ | ---------------- | ------------- | ------------- |
| Ljubljana         | Stadion Stožice          | 35               | 2010          | 2020          |
| Ljubljana         | Stade de Bežigrad        | 27               | 1993          | 2004          |
| Maribor           | Stadion Ljudski vrt      | 23               | 1994          | 2015          |
| Celje             | Arena Petrol             | 17               | 2004          | 2013          |
| Koper/Capodistria | Stadion Bonifika         | 4                | 2001          | 2016          |
| Murska Sobota     | Fazanerija               | 2                | 1998          | 2003          |
| Nova Gorica       | Športni park Nova Gorica | 2                | 2003          | 2008          |
| Ljubljana         | ŽŠD Stadion              | 2                | 1993          | 1999          |
| Domžale           | Stadion Domžale          | 1                | 2007          | 2007          |
| Kranj             | Stanko Mlakar            | 1                | 1993          | 1993          |

## Résultats

### Palmarès
Le tableau suivant liste le palmarès de l'équipe de Slovénie de football dans les différentes compétitions internationales officielles.
| Coupe du monde                                                  | Compétitions continentales                                          | Tournois amicaux |
| --------------------------------------------------------------- | ------------------------------------------------------------------- | --- |
| - Coupe du monde (2 participations) : - 1er tour : 2002 et 2010 | - Championnat d'Europe (2 participations) : - 1/8e de finale : 2024 | - Tournoi international Rothmans (2 participations) : - Vainqueur : 1994 - 2e : 1996 - Tournoi international de Chypre (2 participations) : - Finaliste : 1998 et 2006 - Tournoi international d'Oman (2 participations) : - 2e : 1999 et 2000 - Coupe Carlsberg (1 participation) : - 3e : 2002 |

### Parcours en Coupe du monde
L’équipe slovène s'est qualifiée deux fois pour la phase finale de la Coupe du monde, elle a participé à six reprises aux éliminatoires depuis sa première participation en 1998, elle dispute son premier match de qualification le 24 avril 1996 face à Grèce. Auparavant la Yougoslavie a disputé huit éditions de Coupe du monde sur quatorze possibles, participant à deux demi-finales en 1930 et 1962. Lors de ses deux participations, la Slovénie n'a pas réussi à passer le premier tour.
| Année | Position                 |      | Année                    | Position |               | Année | Position |
| 1930  | Membre de la Yougoslavie | 1974 | Membre de la Yougoslavie | 2010     | 1er tour      |       |          |
| 1934  | Membre de la Yougoslavie | 1978 | Membre de la Yougoslavie | 2014     | Non qualifiée |       |          |
| 1938  | Membre de la Yougoslavie | 1982 | Membre de la Yougoslavie | 2018     | Non qualifiée |       |          |
| 1950  | Membre de la Yougoslavie | 1986 | Membre de la Yougoslavie | 2022     | Non qualifiée |       |          |
| 1954  | Membre de la Yougoslavie | 1990 | Membre de la Yougoslavie | 2026     | À venir       |       |          |
| 1958  | Membre de la Yougoslavie | 1994 | Non inscrite             | 2030     | À venir       |       |          |
| 1962  | Membre de la Yougoslavie | 1998 | Non qualifiée            | 2034     | À venir       |       |          |
| 1966  | Membre de la Yougoslavie | 2002 | 1er tour                 |          |               |       |          |
| 1970  | Membre de la Yougoslavie | 2006 | Non qualifiée            |          |               |       |          |

### Parcours en Championnat d'Europe
L’équipe slovène a participé à 8 reprises aux éliminatoires depuis sa première participation en 1996, elle s'est qualifiée 2 fois pour la phase finale du Championnat d'Europe, elle dispute son premier match de qualification le 7 septembre 1994 face à l'Italie. Par le passé, la Yougoslavie a disputé quatre éditions du Championnat d'Europe sur neuf possibles avec notamment deux finales dans l'épreuve en 1960 et 1968. La Slovénie lors de ses 2 qualifications n'a pas réussi à passer le premier tour la première fois en 2000, mais atteint les 1/8e de finale en 2024.
| Année | Position                 |      | Année                    | Position |                    | Année | Position |
| 1960  | Membre de la Yougoslavie | 1988 | Membre de la Yougoslavie | 2016     | Non qualifiée      |       |          |
| 1964  | Membre de la Yougoslavie | 1992 | Membre de la Yougoslavie | 2020     | Non qualifiée      |       |          |
| 1968  | Membre de la Yougoslavie | 1996 | Non qualifiée            | 2024     | Huitième de finale |       |          |
| 1972  | Membre de la Yougoslavie | 2000 | 1er tour                 | 2028     | À venir            |       |          |
| 1976  | Membre de la Yougoslavie | 2004 | Non qualifiée            | 2032     | À venir            |       |          |
| 1980  | Membre de la Yougoslavie | 2008 | Non qualifiée            |          |                    |       |          |
| 1984  | Membre de la Yougoslavie | 2012 | Non qualifiée            |          |                    |       |          |

### Parcours enLigue des nations
| Édition   | Ligue | Phase de Groupe | Phase de Groupe | Phase de Groupe | Phase de Groupe | Phase de Groupe | Phase de Groupe | Phase de Groupe | Phase finale | Phase finale | Phase finale | Phase finale | Phase finale | Phase finale | Phase finale | Phase finale |
| Édition   | Ligue | Class.          | M               | V               | N               | D               | bp              | bc              | Pays hôte    | Résultat     | M            | V            | N            | D            | bp           | bc           |
| --------- | ----- | --------------- | --------------- | --------------- | --------------- | --------------- | --------------- | --------------- | ------------ | ------------ | ------------ | ------------ | ------------ | ------------ | ------------ | ------------ |
| 2018-2019 | C     | 4/4             | 6               | 0               | 3               | 3               | 5               | 8               | 2019         | Inéligible   | Inéligible   | Inéligible   | Inéligible   | Inéligible   | Inéligible   | Inéligible   |
| 2020-2021 | C     | 1/4             | 6               | 4               | 2               | 0               | 8               | 1               | 2021         | Inéligible   | Inéligible   | Inéligible   | Inéligible   | Inéligible   | Inéligible   | Inéligible   |
| 2022-2023 | B     | 3/4             | 6               | 1               | 3               | 2               | 6               | 10              | 2023         | Inéligible   | Inéligible   | Inéligible   | Inéligible   | Inéligible   | Inéligible   | Inéligible   |
| 2024-2025 | B     | 3/4             | 6               | 2               | 2               | 2               | 7               | 9               | 2025         | Inéligible   | Inéligible   | Inéligible   | Inéligible   | Inéligible   | Inéligible   | Inéligible   |
| Total     | Total | Total           | 24              | 7               | 10              | 7               | 26              | 28              | Total        | Total        | 0            | 0            | 0            | 0            | 0            | 0            |

### Parcours en compétitions amicales
Au cours de son histoire, la sélection slovène a disputé diverses compétition amicales. Dans le cadre de ces tournois, seuls les matchs entre sélections nationales A sont reconnus officiellement par la FIFA.
En 1994, la Slovénie participe au Tournoi international Rothmans à Malte, une compétition amicale entre quatre équipes, Malte hôte de la compétition, la Géorgie et la Tunisie. La compétition se dispute selon un format avec un groupe unique dans laquelle l'ensemble des sélections s'affrontent. La Slovénie commence son tournoi en s'imposant en ouverture contre la Géorgie (1-0), deux jours plus tard la Slovénie fait match nul contre la Tunisie (2-2), avant de s'imposer contre Malte (1-0) en clôture. La Slovénie avec deux victoires et un match nul remporte le tournoi avec 7 points devançant la Géorgie, la Tunisie complétant le podium.
La Slovénie participe à nouveau au Tournoi international Rothmans à Malte lors de l'édition 1996, la compétition se dispute sur le même format. Les autres pays participant étant Malte hôte de la compétition, l'Islande et la Russie. La Slovénie débute en s'imposant largement contre l'Islande (7-1), Sašo Udovič inscrivant pour l'occasion un quintuplé, ce qui constitue le record de buts marquées au cours d'un match par un joueur de l'équipe de Slovénie. Lors du match suivant, la Slovénie concède le nul face à Malte (0-0) avant de s'incliner contre la Russie (3-1). La Slovénie termine la compétition à la deuxième place derrière la Russie et devant l'Islande.
Par la suite la Slovénie participe par la suite au Tournoi international de Chypre en 1998. La Slovénie fait partie au premier tour du groupe B en compagnie de l'Islande et de la Slovaquie. La Slovénie débute par un succès contre l'Islande (3-2) avant de faire match nul le lendemain contre la Slovaquie (1-1). La Slovénie termine première de son groupe et se qualifie pour la finale aux dépens de la Slovaquie grâce un plus grand nombre de buts marqués. En finale, la Slovénie s'incline contre Chypre (1-0).
La Slovénie dispute ensuite le Tournoi international d'Oman à deux reprises en 1999 et 2000. Lors de sa première participation le tournoi prend la forme d'un groupe au sein duquel l'ensemble des équipes s'affrontent. Oman et la Suisse sont les deux autres sélections participantes. La Slovénie débute par une défaite contre la Suisse (0-2) avant de s'imposer largement deux jours plus tard contre Oman (7-0). La Slovénie termine deuxième de la compétition derrière la Suisse. La sélection slovène participe également à l'édition suivante, quatre sélection prennent part à la compétition, outre Oman et la Suisse déjà présent l'année passée, les Émirats arabes unis font leur apparition dans le tournoi. La Slovénie débute dans la compétition par un match nul contre les Émirats arabes unis (1-1), le match prévu deux jours plus tard contre la Suisse n'est pas disputé. La Slovénie s'impose lors de la dernière journée contre Oman (4-0). La Slovénie termine le tournoi à la deuxième place dernière les Émirats arabes unis mais avec un match disputé en moins.
En 2002, la Slovénie dispute la Coupe Carlsberg à Hong Kong. La Slovénie commence la compétition en affrontant en demi-finale le Honduras contre lequel elle s'incline largement (1-5), par la suite pour le compte de la petite finale, elle affronte la Chine, après un match nul (0-0), la Slovénie remporte la séance de tirs au but (4-3) et décroche la troisième place de la compétition.
En 2006, la Slovénie dispute pour la seconde fois le Tournoi international de Chypre. Huit équipes participent à la compétition, elle est divisée en deux tournois, la Slovénie prend part au tournoi B. Elle s'impose contre Chypre en demi-finale (1-0) avant de s'incliner en finale contre la Roumanie (0-2).
| Année     | Class.     | J          | G          | N          | P          | bp         | bc         |
| --------- | ---------- | ---------- | ---------- | ---------- | ---------- | ---------- | ---------- |
| 1988-1992 | Non invité | Non invité | Non invité | Non invité | Non invité | Non invité | Non invité |
| 1994      | 1re        | 3          | 2          | 1          | 0          | 4          | 2          |
| 1996      | 2e         | 3          | 1          | 1          | 1          | 8          | 4          |
| 1998-2008 | Non invité | Non invité | Non invité | Non invité | Non invité | Non invité | Non invité |
| Total     | 1 titre    | 6          | 3          | 2          | 1          | 12         | 6          |

| Année     | Class.     | J          | G          | N          | P          | bp         | bc         |
| --------- | ---------- | ---------- | ---------- | ---------- | ---------- | ---------- | ---------- |
| 1997      | Non invité | Non invité | Non invité | Non invité | Non invité | Non invité | Non invité |
| 1998      | 2e         | 3          | 1          | 1          | 1          | 4          | 4          |
| 1999-2005 | Non invité | Non invité | Non invité | Non invité | Non invité | Non invité | Non invité |
| 2006 B    | 2e         | 2          | 1          | 0          | 1          | 1          | 2          |
| 2007-2009 | Non invité | Non invité | Non invité | Non invité | Non invité | Non invité | Non invité |
| Total     | 0 titre    | 5          | 2          | 1          | 2          | 5          | 6          |

| Année | Class.     | J          | G          | N          | P          | bp         | bc         |
| ----- | ---------- | ---------- | ---------- | ---------- | ---------- | ---------- | ---------- |
| 1999  | 2e         | 2          | 1          | 0          | 1          | 7          | 2          |
| 2000  | 2e         | 2          | 1          | 1          | 0          | 5          | 1          |
| 2008  | Non invité | Non invité | Non invité | Non invité | Non invité | Non invité | Non invité |
| Total | 0 titre    | 4          | 2          | 1          | 1          | 12         | 3          |

| Année     | Class.     | J          | G          | N          | P          | bp         | bc         |
| --------- | ---------- | ---------- | ---------- | ---------- | ---------- | ---------- | ---------- |
| 1983-2001 | Non invité | Non invité | Non invité | Non invité | Non invité | Non invité | Non invité |
| 2002      | 3e         | 2          | 0          | 1          | 1          | 1          | 5          |
| 2003-2006 | Non invité | Non invité | Non invité | Non invité | Non invité | Non invité | Non invité |
| Total     | 0 titre    | 2          | 0          | 1          | 1          | 1          | 5          |

## Statistiques
Du 3 juin 1992 au 9 septembre 2019, l'équipe slovène a joué 242 matchs,, pour un bilan de 84 victoires, 60 matchs nuls et 98 défaites. Elle a marqué 297 buts et en a encaissé 298,,.

### Nations rencontrées
La sélection slovène, malgré son histoire récente et seulement deux participations en Coupe du monde, a rencontré soixante-six autres équipes nationales. Hormis en Océanie, la Slovénie a joué sur tous les continents, en Amérique du Nord avec un match amical disputé au Mexique en 1995, en Asie pour disputer le Tournoi international d'Oman en 1999 et 2000, la Coupe Carlsberg de Hong Kong et Coupe du monde 2002 en Corée du Sud, en Afrique pour disputer la Coupe du monde 2010 en Afrique du Sud puis pour un match amical en Algérie en 2014, et en Amérique du Sud pour deux matches amicaux disputés en Argentine et en Uruguay également en 2014.
La Slovénie a affronté 47 sélections européennes, en revanche les rencontres contre des sélections non européennes sont beaucoup plus rares, seulement sept rencontres face à des nations africaines, neuf rencontres contre des nations asiatiques notamment deux face aux Émirats arabes unis, au Qatar et Oman, six rencontres face à des nations membres de la CONCACAF dont deux face aux États-Unis, cinq rencontres disputées contre des pays sud-américains, dont deux matchs face à l'Uruguay et une rencontre face à une nation membre de l'OFC.

### Adversaires les plus fréquents
L'équipe slovène a joué au moins 9 matchs contre 8 équipes, toutes européennes. Elle a un bilan positif contre 4 d'entre elles, Chypre, l'Estonie, la Slovaquie et Malte. Elle a un bilan négatif face à la Norvège, la Suisse, la Croatie.
L'adversaire le plus fréquent de Slovénie est la sélection de Norvège, affrontée à 13 reprises depuis 1998. Les deux sélections se sont affrontées se sont toujours affrontées lors de rencontres officielles, lors des éliminatoires de l'Euro 2000, puis au 1er tour de l'Euro 2000, suivies des éliminatoires de la Coupe du monde 2006 et des éliminatoires de la Coupe du monde 2014, enfin elles se rencontrent à 6 reprises en Ligue des nations, lors de la première édition ainsi que lors des éditions 2022-2023 et 2024-2025.
Parmi les nations les plus rencontrées par la Slovénie, on retrouve deux pays frontaliers, la Croatie et l'Italie. La Croatie et la Slovénie ont disputé 11 rencontres internationales dont 8 rencontres officielles, si les deux sélections se sont affrontées à deux nombreuses reprises à leurs débuts, les deux sélections ne se sont pas rencontrées entre 2008, à l'occasion d'un match amical, et 2021, dans le cadre des qualifications pour la Coupe du monde 2022. La Slovénie et l'Italie se sont affrontées sept fois dont six fois en match officiel, les deux sélections ne se sont pas rencontrées depuis 2011. La Slovénie n'a que peu affronté ses deux autres pays limitrophes, à savoir l'Autriche et la Hongrie, avec respectivement 6 matchs disputés dont 4 officiels et quatre matches amicaux disputés.
| Adversaire | Joués | Victoires | Matchs nuls | Défaites | Buts pour | Buts contre | Différence |
| ---------- | ----- | --------- | ----------- | -------- | --------- | ----------- | ---------- |
| Norvège    | 13    | 2         | 3           | 8        | 11        | 24          | -13        |
| Chypre     | 12    | 6         | 3           | 3        | 19        | 11          | +8         |
| Croatie    | 11    | 1         | 4           | 6        | 10        | 19          | -9         |
| Slovaquie, | 10    | 4         | 5           | 1        | 10        | 6           | +4         |
| Estonie    | 9     | 6         | 1           | 2        | 13        | 5           | +8         |
| Malte      | 9     | 7         | 2           | 0        | 17        | 3           | +14        |
| Roumanie   | 9     | 3         | 3           | 3        | 12        | 14          | -2         |
| Suisse     | 9     | 2         | 1           | 6        | 8         | 17          | -9         |

### Classement FIFA
La Slovénie a connu son meilleur classement FIFA en atteignant à plusieurs reprises la 15e place d'octobre à novembre 2010. La Slovénie enregistre son pire classement de décembre 1993 à février 1994, depuis le pire classement des slovènes est une 94e place atteinte en août 2007.
La Slovénie a enregistré sa meilleure progression en mai 1994 avec un gain de 30 places, au cours du mois de septembre 2006, la Slovénie a enregistré son plus fort recul avec la perte de 9 places au classement mondial. Depuis la création du classement FIFA, le classement moyen de la Slovénie se situe au 56e rang. Le Slovénie termine l'année 2024 à la 55e place du classement FIFA.
| Année               | 1992 | 1993 | 1994 | 1995 | 1996 | 1997 | 1998 | 1999 | 2000 | 2001 | 2002 | 2003 | 2004 | 2005 | 2006 | 2007 | 2008 | 2009 | 2010 | 2011 | 2012 | 2013 | 2014 | 2015 | 2016 | 2017 | 2018 | 2019 | 2020 | 2021 | 2022 | 2023 | 2024 |
| ------------------- | ---- | ---- | ---- | ---- | ---- | ---- | ---- | ---- | ---- | ---- | ---- | ---- | ---- | ---- | ---- | ---- | ---- | ---- | ---- | ---- | ---- | ---- | ---- | ---- | ---- | ---- | ---- | ---- | ---- | ---- | ---- | ---- | ---- |
| Classement mondial  | 131  | 134  | 81   | 71   | 77   | 95   | 88   | 40   | 35   | 25   | 36   | 31   | 42   | 68   | 77   | 83   | 57   | 31   | 17   | 26   | 49   | 29   | 47   | 61   | 51   | 69   | 62   | 64   | 62   | 65   | 62   | 54   | 55   |
| Classement européen | 40   | 41   | 36   | 34   | 32   | 37   | 37   | 27   | 22   | 18   | 20   | 19   | 20   | 30   | 37   | 39   | 31   | 18   | 11   | 17   | 26   | 18   | 28   | 33   | 29   | 35   | 35   | 34   | 32   | 32   | 31   | 27   | 27   |

| Légende du classement mondial :  | - de 1 à 40 | - de 41 à 70 | - de 71 à 100 |
| Légende du classement européen : | - de 1 à 20 | - de 21 à 34 | - de 35 à 50  |

## Identité

### Surnoms
La Slovénie n'avait initialement pas de surnom et elle était, selon les médias, la seule équipe de la Coupe du monde 2010 sans surnom. Lors de la qualification pour la Coupe du monde 2010, les journalistes locaux ont tenté de donner le surnom à l'équipe, mais cela n'a pas été bien accueilli par les supporters, car la plupart d'entre eux estiment que le processus d'obtention d'un surnom devrait se dérouler naturellement.
Récemment, des articles publiés à l'étranger ont laissé entendre que l'équipe serait surnommée Zmajceki (en français : « Les Dragons »), cependant ce surnom n’est pas utilisé en Slovénie. En revanche le dragon est le symbole de la capitale Ljubljana et celui de son club de football le NK Olimpija Ljubljana.
L'utilisation du surnom Dragons n’est pas très répandue parmi les supporteurs et n’est utilisée ni par les médias locaux ni par les supporteurs, ni par les supporteurs de l’Olympia Ljubljana. Toutefois, l'utilisation de ce surnom s'explique en raison du passé de l’Olympia Ljubljana dans le championnat yougoslave, certains supporters d'autres républiques de l’ex-Yougoslavie, notamment en Serbie, utilisent ce surnom pour l’équipe nationale slovène. La génération 1998-2002 dirigée par l'entraîneur Srecko Katanec est encore appelée la Zlata generacija (en français : « La génération dorée»),.
D'autre surnoms ont pu néanmoins être rattachés à la sélection de Slovénie, le surnom Fantje (en français : « Les Gars ») a pu être évoqué,, tout comme le surnom Reprezentanca (en français : « Équipe Nationale»).

### Couleurs

Drapeau de la Slovénie.
Armoiries de la Slovénie.
Drapeau de Ljubljana.

Avant que la Slovénie ne soit affiliée à la FIFA et à l'UEFA, l'équipe nationale avait joué ses matches en blanc, en bleu et en rouge, qui sont les couleurs traditionnelles du drapeau la Slovénie. Après l'indépendance et la reconnaissance de la FIFA et de l'UEFA, l'équipe a continué à jouer sous les mêmes couleurs jusqu'en 1994, lorsque le bureau de la fédération slovène de football a décidé de changer les couleurs de l'équipe nationale passant au blanc et vert, les armoiries de la Slovénie présentes sur le maillot sont également retiré à cette occasion avant de refaire leur apparition ultérieurement, les nouvelles sont les couleurs traditionnelles de la capitale de Ljubljana et les couleurs du club le plus performant de l’époque, le NK Olimpija Ljubljana.
La Slovénie dispute l'Euro 2000 ainsi que la Coupe du monde 2002 avec ses nouvelles couleurs vertes et blanches. De plus, lors de la Coupe du monde 2002 mais aussi lors de la Coupe du monde 2010, le dessin du mont Triglav qui est représenté sur armoiries de la Slovénie apparait sur le maillot de la sélection nationale.
| Entraîneur | Période     |
| ---------- | ----------- |
| Adidas     | 1992-1993   |
| Puma       | 1993-1997   |
| Adidas     | 1997-2000   |
| Uhlsport   | 2001-2003   |
| Kappa      | 2003-2006   |
| Nike       | depuis 2007 |

En 2009, le nouveau bureau de la fédération slovène de football, présidé par Ivan Simic, opte pour un changement de couleur. En décembre 2009, le conseil a voté en faveur d'un changement de couleur du maillot, 21 délégués sur 36 ont voté en faveur du changement de couleur des maillots pour sept votes contre et huit abstentions. Le changement de couleur n'intervient en revanche qu'à partir de 2012, date d'échéance du contrat en cours liant la fédération slovène de football et son équipementier américain Nike, les couleurs principales de l'équipe devenant le blanc pour le maillot domicile et le bleu pour le maillot extérieur.
La fédération slovène de football est équipée depuis 2007 par Nike, en 2011 ce contrat est prolongé pour six années supplémentaires.
En avril 2012, l'équipementier Nike dévoile les nouveaux maillots Slovénie. La maillot domicile est entièrement blanc avec en surimpression le mont Triglav représenté par deux bandes bleue et verte . Le nouveau maillot extérieur est baby bleu avec en surimpression le mont Triglav représenté par deux bandes verte et blanche.
En mars 2016 de nouveaux maillots sont présentés, le maillot domicile est entièrement bleu sur sa partie supérieure, sa partie inférieure représentant le mont Triglav en bleu et blanc, le maillot extérieur est lui vert foncé sur sa partie supérieure, et vert claire sur sa partie inférieure qui représente le mont Triglav, à noter que le maillot est écologique puisqu'il est en polyester recyclé.
En mars 2018, les maillots pour la période 2018-2019 sont présentés, le maillot domicile est blanc, le mont Triglav en bleu, le maillot extérieur est lui de nouveau bleu, le mont Triglav est également représenté par un dégradé de différents bleus,.